# متحف السيارات الملكي
متحف السيارات الملكي يقع في حدائق الحسين شارع المدينة الطبية ويوجد فيه جميع السيارات الملكية منذ تأسيس إمارة شرق الأردن.

## محتويات المتحف
يؤرخ متحف السيارات الملكي لجزء مهم من تاريخ الأردن السياسي، كما تعكس المعروضات تاريخ المملكة الأردنية الهاشمية من خلال السيارات بدءً من تاريخ حكم الملك عبد الله الأول بن الحسين وحتى عهد حكم الملك عبد الله الثاني بن الحسين.
وفي الآونة الأخيرة أصبح يحتوى العديد من السيارات والدراجات غير المتعلقة بملوك الأردن، كدراجة من القرن التاسع عشر، وسيارة البوغاتي وسيارات أخرى نادرة.
كما أن الزائر يعايش أجواء أهم الأحداث التي عاصرت التاريخ الأردني عن طريق السيارات، وذلك بتزويد بعض المواقع للسيارات المعروضة بأفلام فيديو ومقاطع صورية مكررة وصور الأرشيف الموضحة عليها قصة كل سيارة والمناسبة التي استخدمت فيها.
تبدأ بداية تأريخ السيارات مع الملك عبد الله الأول التي استخدمها في إنجاز أعماله اليومية، وزياراته المنتظمة إلى القدس والقبائل العربية في البادية، كما تلقي تأريخ السيارات الضوء على حياة الملك الحسين بن طلال مع إبراز جوانب من سيرته.
ومن أهم مقتنيات المتحف: سيارة مكشوفة من نوع لينكون كابري، موديل 1952م، وكان الملك الحسين بن طلال يستخدمها أثناء دراستهِ في إنجلترا، كما استخدمت أيضاً في حفل تتويجه في أيار سنة 1953م.

## معرض الصور

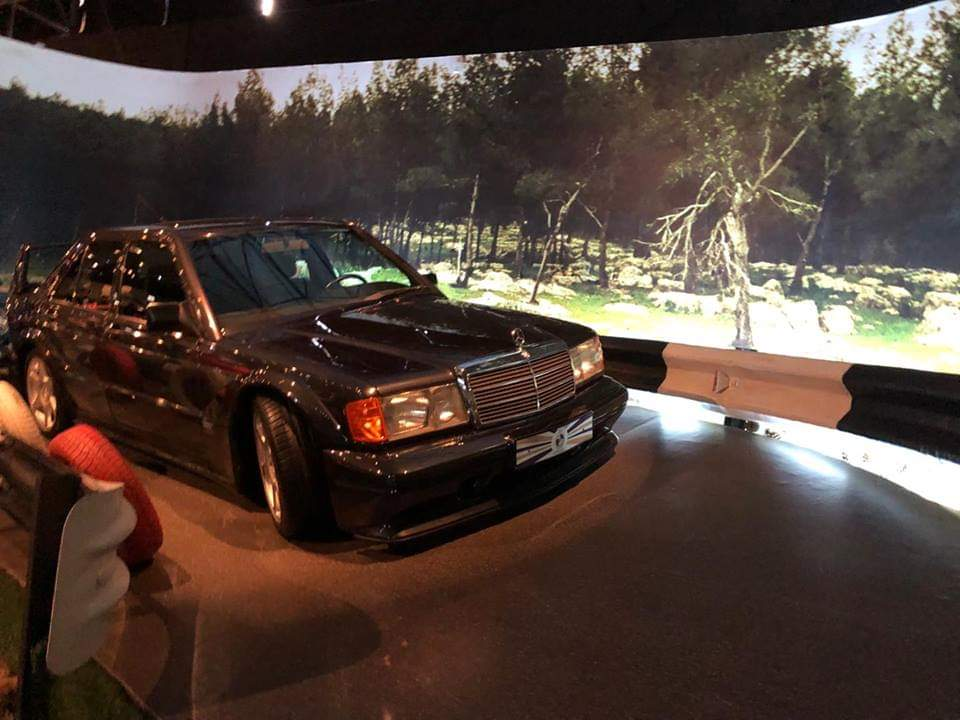
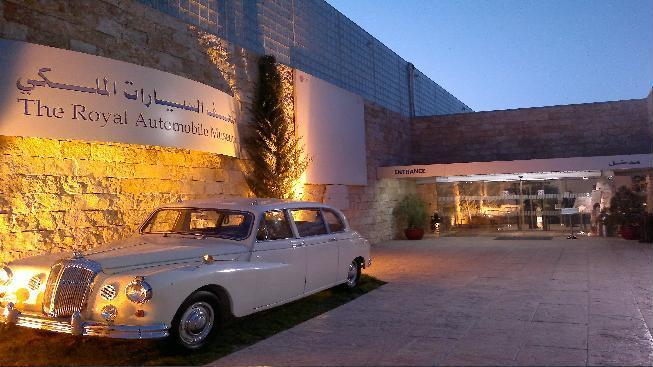
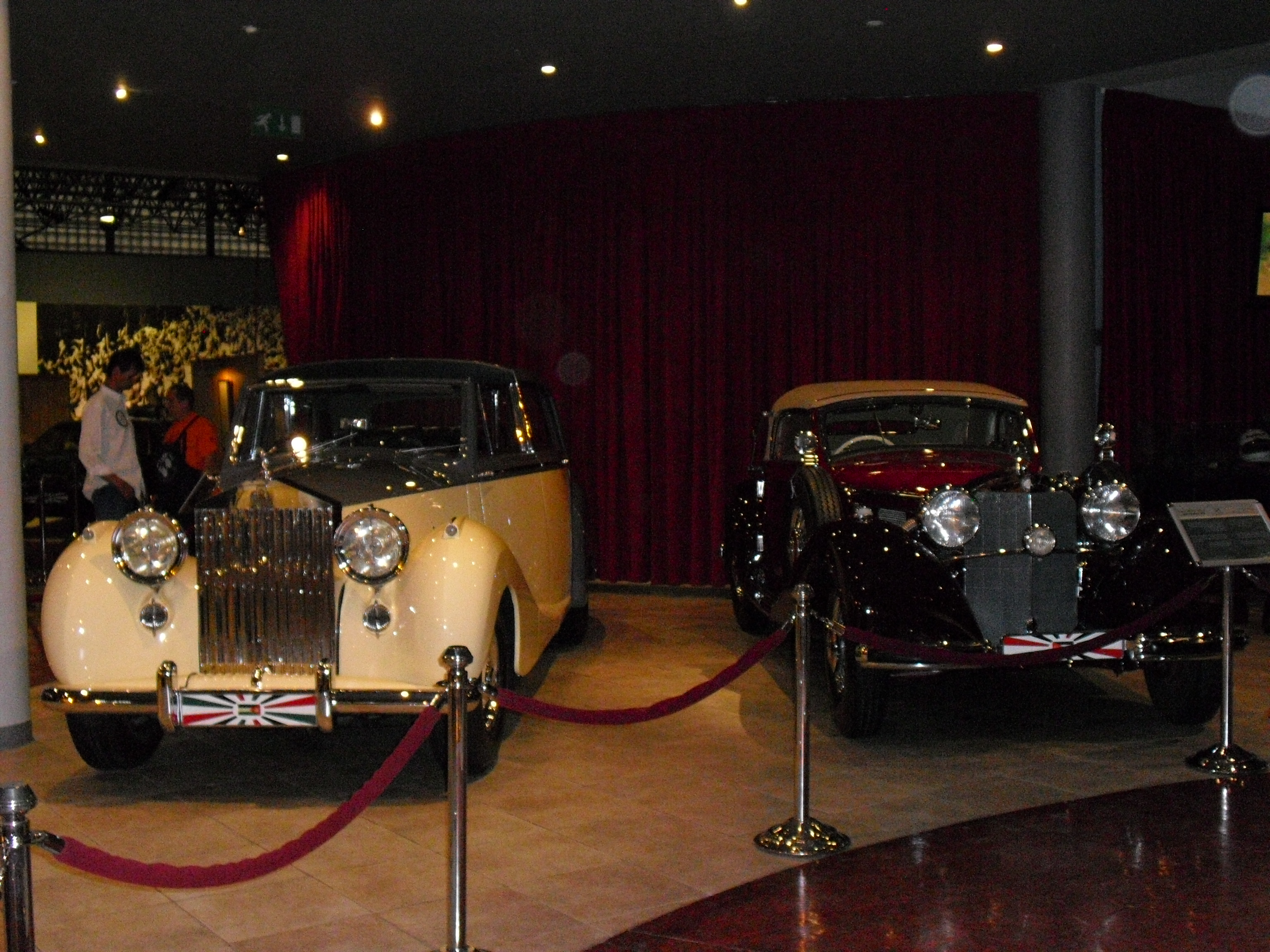